# 多纳
多纳（德語：Dohna，發音：[ˈdoːna]）是德国萨克森州萨克森施韦茨-东厄尔士山县的城市，面积28.59平方千米，2023年12月31日人口为6,303人。